# Macrocheilus niger
Macrocheilus niger – gatunek chrząszcza z rodziny biegaczowatych i podrodziny Anthiinae.

## Taksonomia
Gatunek ten opisany został w 1920 roku przez Herberta E. Andrewesa.

## Opis
Ciało długości od 16 do 16,3 mm. Labrum z 3 parami szczecinek odsuniętych od jego brzegów. Środkowy ząbek bródki smukły, po bokach prawie prosty, z 4-5 szczecinkami, natomiast boczne płatki bródki zaokrąglone na zewnętrznym brzegu. Pokrywy z poprzecznymi, prawie kanciastymi plamkami w liczbie jednej na każdej, które przykrywają międzyrzędy od trzeciego do siódmego. Męskie narządy rozrodcze z tęgim środkowym płatkiem edeagusa i krótką blaszką apikalną zaokrągloną na wierzchołku, zaś żeńskie z ostro zakończonymi gonokoksytami rozszerzonymi przedwierzchołkowo i opatrzonymi trzema szczecinkami.

## Rozprzestrzenienie
Gatunek orientalny, endemiczny dla subkontynentu indyjskiego. Znany z indyjskich stanów Maharasztra, Uttarakhand i Tamilnadu oraz Sri Lanki.